# Корнєєв Валерій Олексійович
Валерій Олексійович Корнє́єв (13 лютого 1956) — український ентомолог, фахівець з систематики двокрилих, член-кореспондент НАН України (2018), професор (2016), доктор біологічних наук (2004), лауреат премії імені І. І. Шмальгаузена НАН України (2017), завідувач відділу ентомології та наукових фондових колекцій (з 2007 — донині)  та заступник директора з наукової роботи (2021–2022) Інституту зоології імені І.І.Шмальгаузена НАН України. Член редакційних колегій Червоної книги України, монографічної серії «Фауна України» і журналів «Vestnik Zoologii» (з 2020 «Zoodiversity») та «Український ентомологічний журнал». Президент Українського ентомологічного товариства, головний редактор журналу «Українська ентомофауністика».  Описав понад 120 нових для науки видів двокрилих з багатьох частин світу. Автор більш ніж 260 наукових публікацій, зокрема 5 монографічних. Викладач. Також здобув визнання як актор, автор аудіоспектаклів, поет, перекладач, автор збірки віршів, перекладів та есеїв «А200».

## Життєпис
Народився у Новограді-Волинскому (Житомирська область).  Його мати була лікарем і керувала обласним будинком дитини (дитяча установа для немовлят-безбатченків), а батько — викладачем електротехніки у військовому училищі. 1973 року закінчив з золотою медаллю Новоград-Волинську середню школу №5. Під час навчання в школі захоплювався неорганічною хімією, зокрема хімією комплексних сполук та лантаноїдів та колекціонував комах.
У 1973–1978 роках навчався на кафедрі зоології безхребетних біологічного факультету Київського університету. 1978 року вступив до аспірантури на тій же кафедрі, одночасно працюючи в лабораторії екології біологічного факультету (стаціонар у Канівському заповіднику). У жовтні 1984 року перейшов на роботу до Інституту біологічних методів захисту рослин (Кишинів). 1985 року захистив кандидатську дисертацію на тему «Мухи-пестрокрылки (Diptera, Tephritidae) Среднего Приднепровья (с обзором системы семейства в целом)» (науковий керівник О. П. Кришталь). З жовтня 1989 року працює в Інституті зоології імені І. І. Шмальгаузена НАН України. 2004 року захистив докторську дисертацію на тему «Мухи тефритоїдного комплексу (Diptera, Platystomatidae, Pyrgotidae, Tephritidae) Палеарктики (філогенія, систематика, трофічні зв'язки, поширення)». З 2007 року очолює відділ  загальної та прикладної ентомології (з 2016 — відділ ентомології та наукових фондових колекцій) Інституту зоології НАН України. 2016 року присвоєно вчене звання професора.
Головним напрямом наукових досліджень є систематика двокрилих комах (Diptera) надродини Tephritoidea: Tephritidae, Pyrgotidae, Ulidiidae, Ctenostylidae та Platystomatidae, де ним описано понад 120 нових для науки видів і низку нових родів, триб та підродин.
З 1986 по 2018 рік В.О.Корнєєв здійснив низку експедицій за межі України: на Центральний Тянь-Шань (Киргизстан) (1986, 1992-1994, 1996, 1998-1999, 2017), Коста-Рику (2001), Грецію (2002), Східну Австралію (2012), Північний Кавказ (1986, 2013), Іран (2014), Сингапур, Камбоджу (2017) та Таджикистан (2018).
На визнання здобутків Валерія Корнєєва в ентомології названо роди двокрилих комах Korneyevia Koçak & Kemal 2009 родини Pyrgotidae і Valera Memari & Mohamadzade Namin 2016 родини Tephritidae, а також близько двох десятків видів комах.
2017 року відзначений Премією НАН України імені І. І. Шмальгаузена за 2016 рік за цикл праць «Таксономія, фауна та походження комах надродин Yponomeutoidea та Tephritoidea Старого Світу».
У березні 2018 року обраний членом-кореспондентом відділення загальної біології Національної академії наук України за спеціальністю ентомологія.
У жовтні 2023 року обраний президентом Українського ентомологічного товариства.

## Цитування
Станом на липень 2025 року має такі наукометричні показники: індекс Гірша 12 у Scopus (45 документів і 639 цитувань у 475 документах) і 23 у Google Scholar (1953 цитувань).

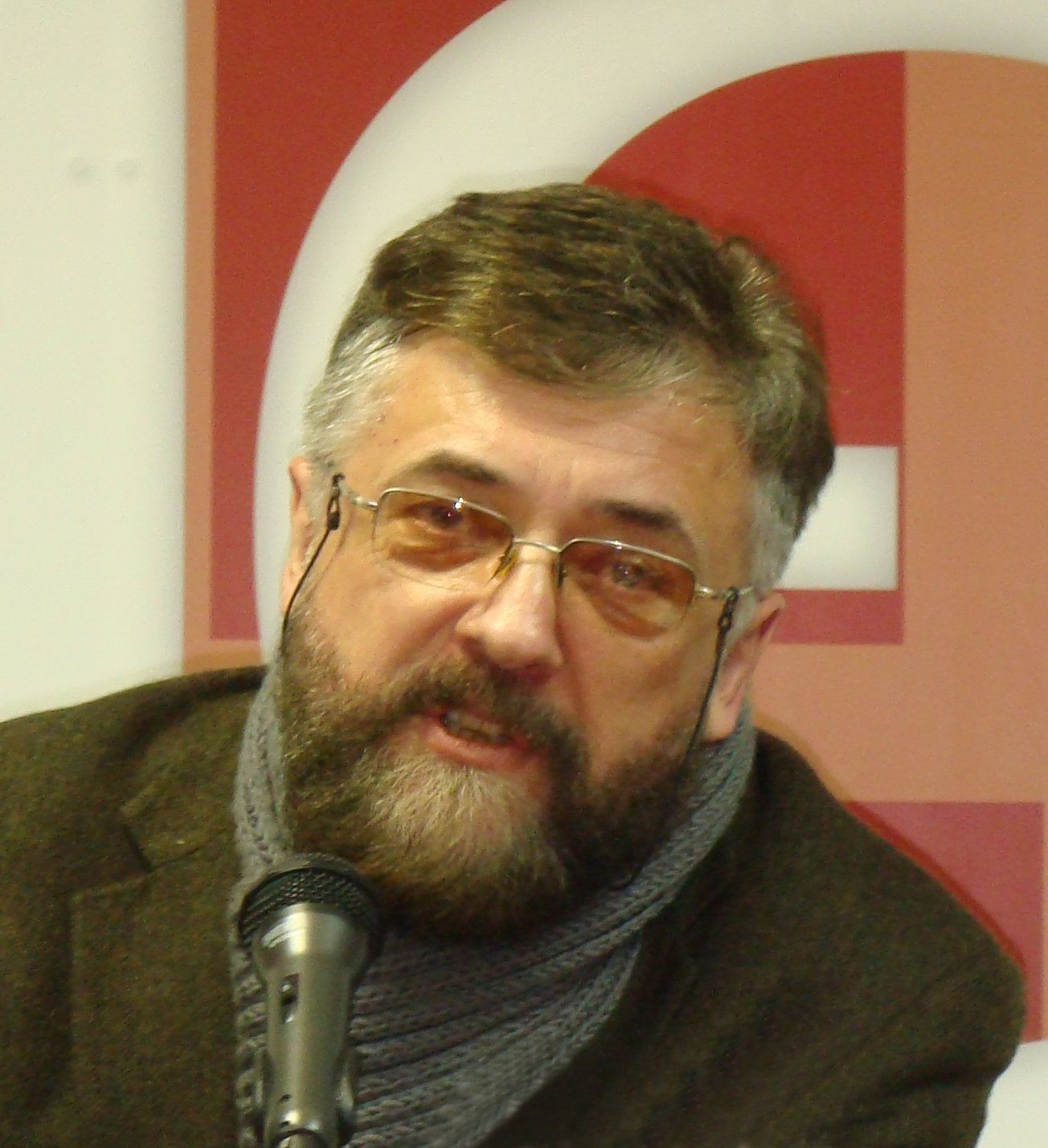
Валерій Корнєєв на презентації своєї книги А200 у книгарні «Є» (09.02.2016)

## Найважливіші наукові праці
- Korneev, V. A. 1986. Fruit flies of the tribe Terelliini Hendel, 1927 (Diptera: Tephritidae) of the fauna of the USSR. Entomological Review, 65 (1): 35–55.
- White, I. M. & Korneyev, V. A. 1989. A revision of the western Palaearctic species of Urophora Robineau-Desvoidy (Diptera: Tephritidae). Systematic Entomology, 1989, 19 (3): 327–374.
- Korneyev, V. A. 1999. Fruit flies (Diptera: Tephritidae): Phylogeny and Evolution of Behavior. CRC Press, Boca Raton, London, New York, Washington, 984 pp. [автор трьох розділів, pp. 3–22, 73–114, 549–580]
- Korneyev, V. A., Dirlbek, J. 2001. The fruit flies (Diptera: Tephritidae) of Syria, Jordan and Iraq. Studia Dipterologica, (2000), 7(2): 463–482.
- Korneyev, V. A. 2001. A key to genera of Palaearctic Platystomatidae (Diptera), with descriptions of a new genus and new species. Entomological Problems. 32 (1): 1–16.
- Корнеев, В. А. и Овчинникова, О. Г. 2004. 79. Сем. Tephritidae — мухи-пестрокрылки. В кн.: Лелей А. С. (ред.) Определитель насекомых Дальнего Востока России. Т. VI. Двукрылые и блохи. Ч 3. Дальнаука, Владивосток: 456–564.
- Korneyev, V. A. 2004. Genera of Palaearctic Pyrgotidae (Diptera, Acalyptrata), with nomenclatural notes and a key. Vestnik Zoologii, 2004, 38 (1): 19–46.
- Kameneva, E. P. & Korneyev, V. A. 2006. Myennidini, a new tribe of the subfamily Otitinae (Diptera: Ulidiidae), with discussion of the suprageneric classification of the family. Israel Journal of Entomology, 35–36: 497–586.
- Korneyev, V. A. & Norrbom, A. L. 2006. Genera of the Subfamily Tachiniscinae (Diptera: Tephritidae), with discussion of the position of Descoleia Aczél and Nosferatumyia, gen. n. (Tephritoidea incertae sedis). Instrumentas Biodiversitatis, 7: 105–156.
- Kameneva, E.P., Korneyev, V. A. 2010. 66. Ulidiidae. In: Manual of the Diptera of Central America. CRC Research Press, Ottawa: 883–904.
- Korneyev, V. A. 2010. 70. Ctenostylidae. In: Manual of the Diptera of Central America. CRC Research Press, Ottawa: 965–971.
- Korneyev, V. A. 2012. Revision of the genus Pyrgotomyia Hendel (Diptera: Pyrgotidae). African Invertebrates, 53 (1): 187–203.
- Kameneva, E. P. & Korneyev, V. A. 2016. Revision of the genus Physiphora Fallén 1810 (Diptera: Ulidiidae: Ulidiinae). Zootaxa, 4087: 1–88.
- Brown, B. V., Borkent, A., ... Korneyev, V., ... Zumbado, M. A., 2018. Comprehensive inventory of true flies (Diptera) at a tropical site. Communications Biology, 1 (21): 1–8.
- Korneyev, V.A. 2021. Gall-inducing tephritid flies (Diptera: Tephritidae): evolution and host–plant relations. Frontiers in Ecology and Evolution, 9 (578323): 1-16.

## Перекладацька діяльність
Перекладав на телеканалі ICTV у 1996-1997 рр. значну частину серій серіалів «Даллас», «Кеґні і Лейсі», «Красуня і Чудовисько», «Ренегат»; окремі серії серіалів «Вавилон-5» (англ. Babylon 5, 1994–1998) і «Дотик природи» (англ. Eyewitness, 1994–1997). Перекладав українською вірші Роберта Фроста, Джима Моррісона, Осипа Мандельштама, Пауля Целана, Вільяма Шекспіра, Олександра Пушкіна, Олександра Галича, Андрія Вознесенського, Бориса Херсонського та Олексія Цвєткова. Вони увійшли у збірку вибраних віршів, перекладів та есеїв «А200».